# Persone di cognome Carpenter
| Questa pagina contiene informazioni ricavate automaticamente dalle voci biografiche con l'ausilio del template Bio e di un bot. L'aggiornamento è periodico e automatico e ricostruisce completamente la pagina. Se manca una persona in questa lista, sei pregato di non aggiungerla, ma accertati piuttosto che la sua voce biografica contenga il template Bio e che i dati anagrafici siano correttamente compilati. Se il template Bio manca, inseriscilo tu stesso o, in alternativa, metti l'avviso {{tmp\|Bio}} che ne segnala la mancanza. Se i dati riportati sono sbagliati, correggi direttamente la voce biografica; le modifiche saranno visibili in questa lista entro pochi giorni. Per chiarimenti vedi il progetto antroponimi. La lista contiene solo le 53 persone che sono citate nell'enciclopedia e per le quali è stato implementato correttamente il template Bio. Pagina aggiornata al 7 mag 2025. |

Questa è una lista di persone presenti nell'enciclopedia che hanno il cognome Carpenter, suddivise per attività principale.

## Allenatori di hockey su ghiaccio(1)
- Doug Carpenter, allenatore di hockey su ghiaccio e ex hockeista su ghiaccio canadese (Cornwall, n. 1942)

## Ammiragli(1)
- Walter Carpenter, ammiraglio e politico britannico (Ingestre, n. 1834 - Londra, † 1904)

## Archeologi(1)
- Rhys Carpenter, archeologo statunitense (Cotuit, n. 1889 - Devon, † 1980)

## Assassini seriali(1)
- David Carpenter, serial killer statunitense (San Francisco, n. 1930)

## Astronauti(1)
- Malcolm Carpenter, astronauta statunitense (Boulder, n. 1925 - Denver, † 2013)

## Astronomi(2)
- Edwin Francis Carpenter, astronomo statunitense (Boston, n. 1898 - Tucson, † 1963)
- James Carpenter, astronomo britannico (n. 1840 - † 1899)

## Attori(5)
- Carleton Carpenter, attore, scrittore e compositore statunitense (Bennington, n. 1926 - Warwick, † 2022)
- Francis Carpenter, attore statunitense (Glenwood Springs, n. 1910 - Santa Maria, † 1973)
- Horace B. Carpenter, attore, regista e sceneggiatore statunitense (Grand Rapids, n. 1875 - Hollywood, † 1945)
- Paul Carpenter, attore e cantante canadese (Montréal, n. 1921 - Londra, † 1964)
- Willie C. Carpenter, attore statunitense

## Attori teatrali(1)
- Earl Carpenter, attore teatrale e cantante britannico (Southampton, n. 1970)

## Attrici(5)
- Jeanne Carpenter, attrice statunitense (Kansas City, n. 1916 - Oxnard, † 1994)
- Charisma Carpenter, attrice statunitense (Las Vegas, n. 1970)
- Constance Carpenter, attrice e cantante inglese (Bath, n. 1904 - New York, † 1992)
- Jennifer Carpenter, attrice statunitense (Louisville, n. 1979)
- Jean Harlow, attrice statunitense (Kansas City, n. 1911 - Los Angeles, † 1937)

## Aviatori(1)
- Peter Carpenter, aviatore britannico (Cardiff, n. 1891 - Golders Green, † 1971)

## Calciatrici(1)
- Ellie Carpenter, calciatrice australiana (Cowra, n. 2000)

## Cantanti(2)
- Karen Carpenter, cantante e batterista statunitense (New Haven, n. 1950 - Downey, † 1983)
- Thelma Carpenter, cantante e attrice statunitense (Brooklyn, n. 1922 - New York, † 1997)

## Cantautrici(2)
- Mary Chapin Carpenter, cantautrice e chitarrista statunitense (n. 1958)
- Sabrina Carpenter, cantautrice e attrice statunitense (Quakertown, n. 1999)

## Cestisti(2)
- Bob Carpenter, cestista e allenatore di pallacanestro statunitense (n. 1917 - Tyler, † 1997)
- Gordon Carpenter, cestista e allenatore di pallacanestro statunitense (Ash Flat, n. 1919 - Lakewood, † 1988)

## Chitarristi(1)
- Stephen Carpenter, chitarrista statunitense (Sacramento, n. 1970)

## Ciclisti su strada(1)
- Robin Carpenter, ciclista su strada statunitense (Filadelfia, n. 1992)

## Compositori(3)
- John Alden Carpenter, compositore statunitense (Park Ridge, n. 1876 - Chicago, † 1951)
- Pete Carpenter, compositore, arrangiatore e trombonista statunitense (Honolulu, n. 1914 - Los Angeles, † 1987)
- Richard Carpenter, compositore statunitense (New Haven, n. 1946)

## Compositori di scacchi(1)
- George Edward Carpenter, compositore di scacchi statunitense (Tarrytown, n. 1844 - † 1924)

## Direttori della fotografia(1)
- Russell Carpenter, direttore della fotografia statunitense (Los Angeles, n. 1950)

## Discoboli(1)
- Ken Carpenter, discobolo statunitense (Compton, n. 1913 - Buena Park, † 1984)

## Filantrope(1)
- Mary Carpenter, filantropa e educatrice britannica (Exeter, n. 1807 - Bristol, † 1877)

## Giocatori di baseball(1)
- Matt Carpenter, giocatore di baseball statunitense (Galveston, n. 1985)

## Giocatori di football americano(3)
- Dan Carpenter, giocatore di football americano statunitense (Omaha, n. 1985)
- James Carpenter, giocatore di football americano statunitense (Augusta, n. 1989)
- Tariq Carpenter, giocatore di football americano statunitense (Ludowici, n. 1998)

## Giocatori di snooker(1)
- Tom Carpenter, giocatore di snooker gallese (Newport, n. 1887)

## Hockeiste su ghiaccio(1)
- Alexandra Carpenter, hockeista su ghiaccio statunitense (Cambridge, n. 1994)

## Informatici(1)
- Rollo Carpenter, informatico britannico (n. 1965)

## Militari(1)
- William Kyle Carpenter, militare statunitense (Jackson, n. 1989)

## Organisti(1)
- Cameron Carpenter, organista e compositore statunitense (Meadville, n. 1981)

## Paleontologi(1)
- Kenneth Carpenter, paleontologo statunitense (Tokyo, n. 1949)

## Pallavoliste(1)
- Kristin Carpenter, pallavolista statunitense (Richmond, n. 1991)

## Pattinatori di velocità su ghiaccio(1)
- Kip Carpenter, ex pattinatore di velocità su ghiaccio statunitense (Kalamazoo, n. 1979)

## Registi(1)
- John Carpenter, regista, sceneggiatore e compositore statunitense (Carthage, n. 1948)

## Scenografi(1)
- Claude E. Carpenter, scenografo statunitense (Glendale, n. 1904 - Seattle, † 1976)

## Schermidori(1)
- James Carpenter, ex schermidore statunitense (Canton, n. 1962)

## Scrittori(2)
- Edward Carpenter, scrittore e poeta inglese (Brighton, n. 1844 - † 1929)
- Humphrey Carpenter, scrittore e biografo britannico (Oxford, n. 1946 - Oxford, † 2005)

## Trombettisti(1)
- Theodore Carpenter, trombettista e cantante statunitense (Saint Louis, n. 1898 - New York, † 1975)